# Massaker

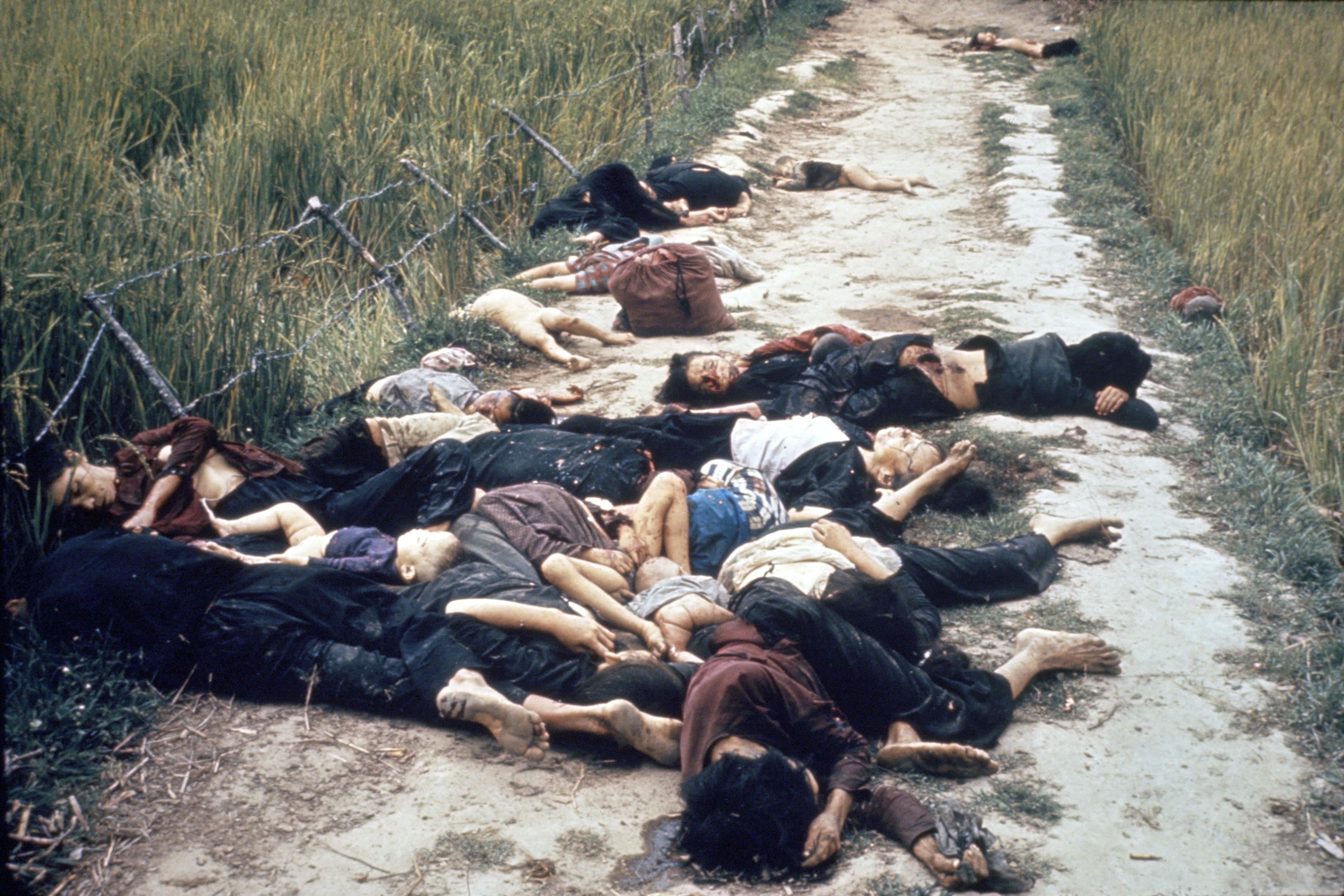
Fotografi från Son My-massakern 1968, av Ronald L. Haeberle.

Massaker är mord på många människor vid ett och samma tillfälle. Orden massmord och blodbad används ibland synonymt med massaker.

## Några kända massakrer

### Före 1800
- Massakern vid Verden, 782
- Rhenlandsmassakrerna, 1096
- Massakern i Jerusalem 1099
- Valentindagsmassakern, 1349
- Massakern 1391, 1391
- Stockholms blodbad, 1520
- Ronneby Blodbad 1564
- Bartolomeinatten, 1572
- Jamestownmassakern, 1622
- Glencoemassakern, 1692
- Apalacheemassakern, 1704
- Massakern i Batavia 1740
- Odanakmassakern 1759 – Kanada
- Bostonmassakern, 1770
- Massakern på Marsfältet, 1791

### 1800-1900
- Massakern på Haiti 1804
- Peterloomassakern, 1819
- Grattanmassakern, 1854 – USA
- Mountain Meadows-massakern, 1857 – USA
- Damaskusmassakern, 1860 – Syrien
- Bear River-massakern, 1863 – USA
- Lawrencemassakern, 1863 – USA
- Massakern vid Sand Creek, 29 november 1864 – USA
- Massakern i Bisbee, 1883 – USA
- Massakern vid Wounded Knee, 29 december 1890 – USA
- Hamidiska massakrerna, 1894–1896

### 1900-1945
- Adanamassakern, 13 april 1909
- Ludlowmassakern, 20 april 1914 – USA
- Amritsarmassakern, 13 april 1919 – Indien
- Massakern i Elaine, 1 oktober 1919 – USA
- Valentinmassakern, 14 februari 1929 – USA
- Hebronmassakern 1929
- Simelemassakern, 7–11 augusti 1933
- Persiljemassakern, 1937
- Nanjingmassakern, 13 december 1937 – Republiken Kina
- Katynmassakern, 1940
- Legionärernas uppror och pogromen i Bukarest, januari 1941
- Pogromen i Lviv, 30 juni 1941
- Massakern i Jedwabne, juli 1941
- Massakern i Kamjanets-Podilskyj, 27–30 augusti 1941
- Massakern i Babij Jar, 29–30 september 1941 – Ukraina
- Kragujevacmassakern, 20–21 oktober 1941
- Massakern i Odessa, 22–24 oktober 1941
- Massakern i Rumbula, 30 november och 8 december 1941
- Massakern i Liepāja, december 1941
- Massakern i Józefów, juli 1942
- Ardeatinemassakern, 24 mars 1944
- Massakern i Oradour-sur-Glane, 10 juni 1944
- Wolamassakern, 5–12 augusti 1944
- Malmedymassakern, 17 december 1944 – Belgien
- Manilamassakern, 1945
- Bleiburgmassakern, 1945

### 1945-2000
- Deir Yassin-massakern, 9 april 1948 – Brittiska Palestinamandatet
- Hadassahmassakern, 13 april 1948
- Chaplain–Medic-massakern, 16 juli 1950
- Nogun-ri massakern, 26-29 juli 1950
- Massakern i Qibya, 1953 – Västbanken
- Sharpevillemassakern, 21 mars 1960 – Sydafrika
- Massakern i Paris 1961
- Massakern i Indonesien 1965–1966
- Son My-massakern (även känd som My Lai-massakern), 16 mars 1968 – Vietnam
- Tlatelolcomassakern, 2 oktober 1968 – Mexiko
- Ballymurphymassakern, 9–11 augusti 1971 – Nordirland
- Den blodiga söndagen, 30 januari 1972 – Nordirland
- Massakern vid Lod flygplats, 30 maj 1972
- Massakern vid OS i München, 5 september 1972 – Västtyskland
- Ma'alot-massakern, 15 maj 1974
- Kingsmillmassakern, 5 januari 1976 – Nordirland
- Massakern i El Mozote, 11 december 1981 – El Salvador
- Massakern i Hama, februari 1982 – Syrien
- Massakern i Sabra och Shatila, september 1982 – Libanon
- Massakern i Gyllene templet, juni 1984 – Indien
- Massakern i Halabja, 16 mars 1988
- Hungerfordmassakern, 19 augusti 1987
- Sumgaitmassakern, februari 1988 – Azerbajdzjan
- Milltownmassakern, 16 mars 1988 – Nordirland
- Massakern i Tbilisi, 9 april 1989 – Georgien (dåvarande Georgiska SSR)
- Massakern på Himmelska fridens torg, 4 juni 1989 – Kina
- Gospićmassakern, 16–18 oktober 1991
- Vukovarmassakern, 18–21 november 1991 – Kroatien (Då forna Jugoslavien)
- Teebane Cross Road-massakern, 17 januari 1992 – Nordirland
- Bijeljinamassakern, 1–2 april 1992
- Fočamassakrerna, 17 april 1992–1994
- Prijedormassakern, 1992
- Višegradmassakrerna, 1992
- Ahmićimassakern, 16 april 1993
- Sivasmassakern, 2 juli 1993
- Greysteelmassakern, 30 oktober 1993 – Nordirland
- Markalemassakrerna, 5 februari 1994 och 28 augusti 1995
- Hebronmassakern 1994
- Tuzlamassakern, 25 maj 1995
- Srebrenicamassakern, 11 juli 1995 – Bosnien (forna Jugoslavien)
- Massakern i Port Arthur, april 1996 – Australien
- Ljubenić-massakrerna, 25 maj 1998 och 1 april 1999
- Klečkamassakern, 17–22 juli 1998
- Izbica-massakern, 28 mars 1999 – Kosovo (forna Jugoslavien)
- Massakern i Podujevo, 28 mars 1999
- Massakern i Cuska, 14 maj 1999

### 2000-
- Massakern inom den nepalesiska kungafamiljen, 1 juni 2001
- Zugmassakern, 27 september 2001
- al-Khubar-massakern 2004
- Massakern i Andizjan, 13 maj 2005
- Hadithamassakern, 19 november 2005
- Massakern i Mahmudiyah, 12 mars 2006
- Terrorattentaten i Norge, 22 juli 2011 – Norge
- Massakern i Homs 2012 – Syrien
- Massakern i al-Qubeir, 6 juni 2012 – Syrien
- Massakern i Aurora, 20 juli 2012 – USA
- Massakern i Marikana, 16 augusti 2012 – Sydafrika
- Bagamassakern 2015 – Nigeria
- Massakern i Charleston, 17 juni 2015 – USA
- Skolskjutningen på Campus Risbergska i Örebro, 4 februari 2025